# Wentzville
Wentzville is een plaats (city) in de Amerikaanse staat Missouri, en valt bestuurlijk gezien onder St. Charles County.

## Demografie
Bij de volkstelling in 2000 werd het aantal inwoners vastgesteld op 6896.
In 2006 is het aantal inwoners door het United States Census Bureau geschat op 20.749, een stijging van 13853 (200,9%).

## Geografie
Volgens het United States Census Bureau beslaat de plaats een oppervlakte van
37,3 km², geheel bestaande uit land. Wentzville ligt op ongeveer 187 m boven zeeniveau.

## Plaatsen in de nabije omgeving
De onderstaande figuur toont nabijgelegen plaatsen in een straal van 12 km rond Wentzville.